# Músicos, poetas y locos (Héroes del Silencio)
Músicos, poetas y locos es un álbum recopilatorio de la banda de rock española Héroes del Silencio. lanzado en el año 2003.

## Lista de canciones
Todos los temas compuestos por Héroes del Silencio, excepto donde se indica.
CD 1:
| #   | Canción                                      | Duración |
| --- | -------------------------------------------- | -------- |
| 1.  | "Entre dos tierras"                          | 6:08     |
| 2.  | "Maldito duende"                             | 4:13     |
| 3.  | "MarAdentro"                                 | 3:59     |
| 4.  | "La sirena varada"                           | 4:14     |
| 5.  | "La herida"                                  | 4:37     |
| 6.  | "Apuesta por el Rock n' Roll" (Aznar/Sopeña) | 3:49     |
| 7.  | "Flor venenosa"                              | 4:06     |
| 8.  | "Despertar"                                  | 2:49     |
| 9.  | "Fuente esperanza"                           | 4:39     |
| 10. | "Opio" (En Directo)                          | 5:51     |

CD 2:
| #   | Canción                        | Duración |
| --- | ------------------------------ | -------- |
| 1.  | "La chispa adecuada"           | 5:25     |
| 2.  | "Héroe de leyenda"             | 4:08     |
| 3.  | "Con nombre de guerra"         | 4:13     |
| 4.  | "Flor de loto"                 | 4:27     |
| 5.  | "Avalancha"                    | 5:56     |
| 6.  | "Agosto"                       | 4:23     |
| 7.  | "Malas intenciones"            | 3:45     |
| 8.  | "El camino del exceso" (Remix) | 4:20     |
| 9.  | "Hace tiempo" (En Directo)     | 4:56     |
| 10. | "El estanque" (En Directo)     | 4:05     |

- Datos: Q6036596